# Hòn Bà
Hòn Bà es un islote en el Mar de China Meridional. El islote pertenece a Vietnam,  que lo incluye administrativamente como parte de la provincia de Ba Ria-Vung Tau. El islote es famoso, gracias al templo que existe en su territorio. Se localiza en las coordenadas geográficas 10°19′26″N 107°05′21″E / 10.32389, 107.08917, Posee una superficie de 0,90 kilómetros cuadrados con un largo de 130 metros y un ancho de 90 metros.